# Maines flag
Maines flag er blåt med delstatens segl i midten. Seglet har et skjold, som viser en elg og et grantræ. Over skjoldet står mottoet DIRIGO ("jeg viser vej") samt en sekstakket stjerne. Disse henviser til Nordstjernen og delstatens nordlige beliggenhed. Træet er et frihedssymbol, som særligt benyttes i New England. Skjoldet flankeres af en bonde og en sømand, repræsentanter for delstatens traditionelle næringsveje. Delstatsseglet har ikke specificerede officielle farver, så variationer i udførelsen kan forekomme. Flaget er i størrelsesforholdet 26:33. Det blev vedtaget indført 24. februar 1909.
Maines flag er modelleret efter militære faner fra tiden før og under den amerikanske borgerkrig. For Maines vedkommende var disse enten blå med delstatsseglet eller havde røde og hvide striber som USA's flag og delstatsseglet på blåt i kantonen. 
Også delstaterne Pennsylvania, Connecticut, South Carolina, New Hampshire, Virginia, New York, Vermont, Kentucky, Indiana, Michigan, Wisconsin, Minnesota, Oregon, Kansas, Nevada, Nebraska, North Dakota, Montana, Idaho, Utah og Alaska har delstatsflag med blå flagdug. Louisiana, Oklahoma og South Dakota benytter en noget lysere blåfarve i deres delstatsflag, mens Delawares delstatsflag har en lysere, gråblå farvetone. I Maines flag skal blåfarven tilsvare den, som benyttes i USA's flag.
Nordstjernen som symbol genfindes i to andre nordlige delstaters flag: Alaska og Minnesota.

## Søfartsflag
Maine har et eget flag for brug til søs. Dette blev indført 21. juli 1939 og har hvid flagdug. På dugen er der indsat et grantræ med et anker stillet på skråt i midten med mottoet dirigo over og delstatens navn under.

## Tidligere flag
Det første officielle delstatsflag blev vedtaget indført 21. marts 1901. Dette havde lys brun (beige) flagdug, grantræ i grønt og brunt i midten og en blå stjerne i kantonen. Symbolikken var også i dette knyttet til frihedstræet og Nordstjernen.